# Kydlinov
Kydlinov je lokalita, původně mlýn v královéhradecké čtvrti Plácky (do roku 1954 Plotiště nad Labem), nachází se na pravé straně řeky Labe.

## Historie
U náhonu dodávajícího vodu do mlýna byly nalezeny pozůstatky neolitické osady, rovněž zde byly nalezeny nádoby z období lužické kultury a z několika jam bylo sebráno i pár střepů nádob kultury laténské (keltské). To vše je důkazem toho, že tato oblast byla osídlena už v prehistorickém období.
Od 14. století byl Kydlinov umístěn mezi domy, jejichž majitelé byli v případě potřeby povinni bránit hrad v Hradci Králové. V roce 1358 patřil tento majetek hradeckému měšťanovi Kydlínovi, po kterém byl pojmenován. Náležel do něj mlýn, cihelna a privilegovaná hospoda „Na Velké“.
Původní mlýn byl na potoce Melounka (dříve Melonka na místě domů č. 31, 32, 78, 79), protože v době jeho vzniku neexistoval ještě Velký a Malý labský náhon, a před rokem 1540 patřil Dorotě Kydlínové. Mikuláš (Mikolaj) Kydlín při něm založil malou řemeslnickou dílnu pro broušení nožů (1535). O tři roky později byl postaven nový mlýn a byl vytvořen nový kanál, který dovolil městu Hradec Králové přivádět vodu z Labe v Předměřicích nad Labem do březhradského rybníka. Po smrti Mikuláše získal jeho majetek jako odúmrť císař Maxmilián II. Habsbuský, který ho prodal městu Hradec Králové za 3000 kop českých grošů. Nicméně si zachoval právo těžby a lovu.
4. listopadu 1588 prodal Hradec Králové mlýn mlynáři Jiřímu Vosickému z Hradiště nad Metují, poddanému Rudolfa ze Stubenberka, za 4000 kop českých grošů, pod podmínkou, že se stane poddaným města Hradec Králové. Z mlýna pak platil 5 kop ročního úroku a na Vánoce hradeckým radním 6 slepic. Po porážce na Bílé hoře byl Kydlinov konfiskován a vrátil se městu až po oficiálním přípisu ze dne 11. května 1628, ale už v roce 1633 získali mlýn minorité, kteří ho nabídli městu za 2000 zlatých. Během třicetileté války zde též sídlili Švédi. Důkazem toho jsou archeologické objevy v náhoně, který přivádí vodu do mlýna – halapartna a měděná nádoba s penězi.

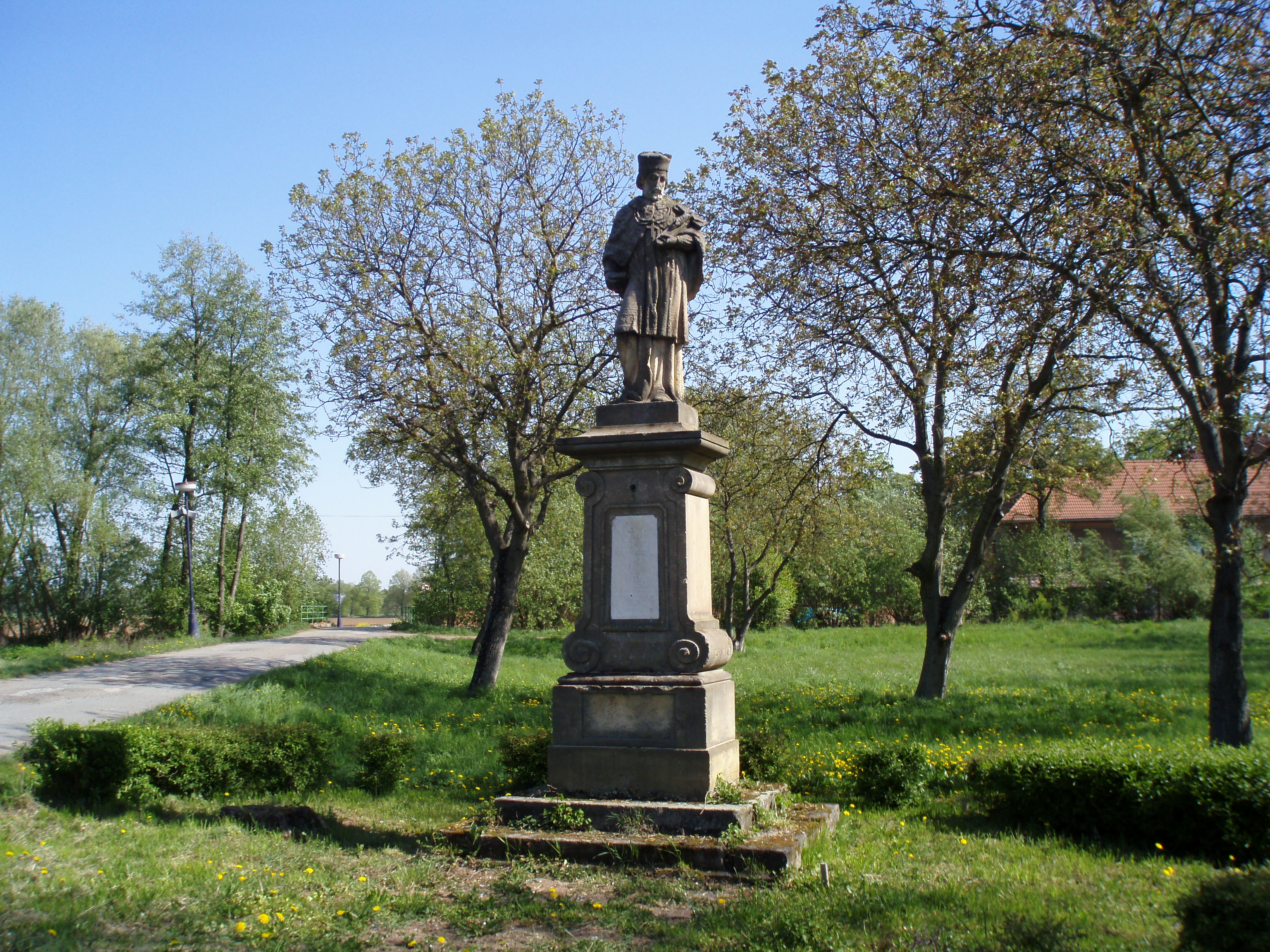
Socha sv. Jana Nepomuckého z roku 1898 (autor sochař Vondrouš z Hořic v Podkrkonoší)

V roce 1671 patřil mlýn Matouši Švendovi z Rosenthalu, starostovi císařského města Jaroměř. Před rokem 1689 se Kydlinov stal majetkem města Hradec Králové, které ho vlastnilo ještě v roce 1692. 12. září 1717 vypukl oheň, kvůli kterému byl mlýn výrazně poškozen, obilí spáleno a dobytek uhořel. Příčina požáru nebyla zjištěna, ale není vyloučeno záměrné žhářství. Když byl majitelem mlýna Jiří Gangler, mlýn přestavěl pro přípravu jáhel, ale už v roce 1734 ho prodal Jakubovi Kumprichtovi (známý také jako Kumprecht) a jeho ženě Anně. V rámci raabizace Kydlinova, reformy spočívající v přeměně panské roboty na odvádění peněz, koupila dvorský mlýn Ludmila Maršonová. Její syn Jan Maršon prodal Kydlinov na dobrovolné aukci.
Od roku 1799 byl mlýn ve vlastnictví Františka Střemchy, který mimo jiné poskytl pomoc a přístřeší hradeckému kronikáři Františkovi de Paula Švendovi, jehož dům na Velkém náměstí 24. srpna 1814 vyhořel, a který zde také 15. února 1822 zemřel. Na počátku roku 1832 se pomocník mlynáře František Baier stal první obětí epidemie cholery, která v Čechách vypukla v roce 1831 (pravděpodobně byla přivezena z Indie). V roce 1869 zde žilo 30 obyvatel.
Na počátku 20. století sloužila zahrada kydlinovského mlýna k veřejným tréninkům místních sportovních klubů (DTJ a TJ Sokol), které si zde vybudovaly vlastní sportovní hřiště. Tehdejší majitelé byli Josefa Střemchová (roz. Valentová, zemřela 12. května 1872), Jan Střemcha (zemřel 16. května 1879), jeho vdova Johana Střemchová (roz. Morávková, zemřela 18. prosince 1904) a syn Jan Střemcha (zemřel 28. února 1908). Do roku 1927 zůstal mlýn v Kydlinově ve vlastnictví Jana Střemchy. Během tohoto období se Kydlinova přímo dotkla kriminalita, neboť v noci na 10. února 1923 vnikli neznámí útočníci do ledničky a ukradli 150 kg vepřového masa v celkové ceně 4300 československých korun.
Ve třicátých letech 20. století si pronajala kydlinovský mlýn, hospodářské budovy a pozemky firma Josef Voženílek a synové. V roce 1935 bylo na farmě o rozloze 76 hektarů, 67 arů a 29 m² zaměstnáno 20 zaměstnanců, z toho 6 v mlýně a 3 úředníci. V té době patřilo k mlýnu 10 domovních čísel (25, 133, 134, 9, 46, 47, 48, 21 v Pláckách a 80, 81 ve městě Plotiště). V následujících letech se produktivita mlýna snížila (v roce 1935 se v komerčním mlýně semlelo 74 vagónů žita a 43 vagónů pšenice a v zemském mlýně 34 vagónů obilí) a stále více ho nahrazovaly mlýny v Budíně a v Předměřicích. V roce 1937 byl po celý čas zaneprázdněn mletím pro vojenské sklady. 22. listopadu toho roku vypukl v podkroví stáje a chléva oheň, naštěstí shořelo pouze 6 kup sena.
Od konce čtyřicátých let 20. století zde provozovalo své aktivity jednotné zemědělské družstvo Kydlinov, které mimo jiné pěstovalo ranou a pozdní zeleninu. V důsledku restitucí byl Kydlinov vydán původním majitelům budov a od roku 1991 zde podniká firma Ing. Ivana Horáka.